# 洞川黄耆
洞川黄耆（学名：Astragalus tungensis）为豆科黄芪属的植物，是中国的特有植物。分布在中国大陆的四川等地，生长于海拔2,000米的地区，多生长于山坡草地，目前尚未由人工引种栽培。